# Chó săn Gascony lam nhỏ
Chó săn Gascony lam nhỏ (tiếng Anh: Small Blue Gascony Hound, tiếng Pháp: Petit Bleu de Gascogne) là một giống chó loại scenthound, có nguồn gốc từ nước Pháp và được nuôi như một con chó săn. Hiện nay, giống chó này là hậu duệ của một loại chó săn lớn. Chó săn Gascony lam nhỏ không phải là con chó nhỏ (petite), cái tên chỉ đề cập đến việc săn các động vật nhỏ.

## Ngoại hình
Chó săn Gascony lam nhỏ là hậu duệ của Chó săn Gascony lớn, một loại chó săn cổ xưa. Giống chó này được nuôi để săn thỏ (trong khi chó săn Gascony lớn được nuôi để săn sói, gấu, và heo rừng) và trở thành một giống riêng biệt. Nó có kích thước trung bình, cao từ 52–58 cm ở con đực tại các vai, còn con cái là 50–56 cm.
Màu sắc của bộ lông giống như của Chó săn Gascony lớn, màu trắng đốm đen, tạo ra một bề ngoài màu xanh lam. Có những mảng đen ở hai bên đầu, với một vùng màu trắng trên đỉnh đầu có một hình bầu dục màu đen nhỏ. Lông mày màu nâu vàng ở mỗi mắt tạo hiệu ứng 'quatreoeuillé' (bốn mắt).
Chó săn Gascony lam nhỏ được ghi nhận là chó săn tốt, bình tĩnh và dễ dàng xử lý.

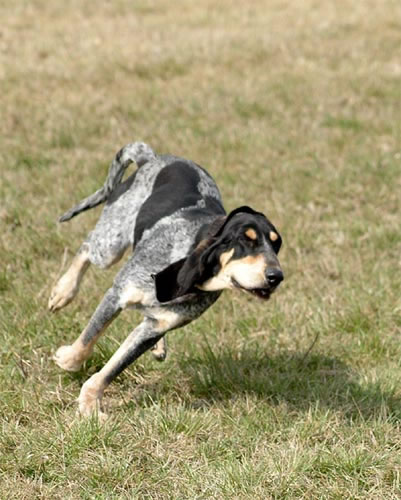
Chó săn Gascony lam nhỏ

## Lịch sử
Chó săn Gascony lam nhỏc có cùng tổ tiên với St.Hubert Hounds. Chúng được nuôi cùng với những con chó săn khác trong nhiều thế kỷ.
Từ "Petite" không nhất thiết phải đề cập đến kích thước của con chó. Hầu hết trường hợp nó có nghĩa là săn các động vật nhỏ.

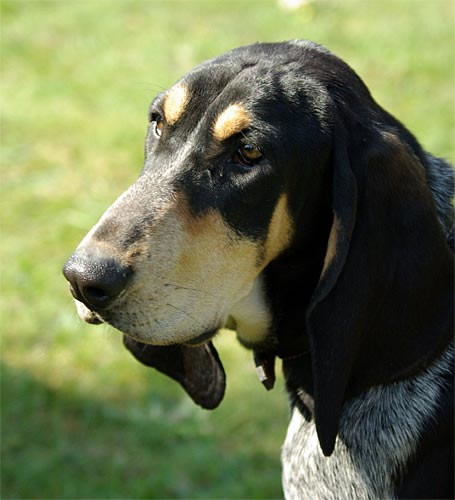
Chân dung chó săn Gascony lam nhỏ

## Sức khỏe và tập tính
Không có vấn đề sức khỏe bất thường ghi nhận sức khỏe cho giống chó này. Tính khí của mỗi con chó có thể khác nhau, nhưng nói chung những con chó được lai tạo là chó săn tốt nhưng không làm thú cưng tốt.